# SexyBack
„SexyBack” este un cântec înregistrat de către compozitorul și cântărețul american Justin Timberlake pentru al doilea lui album de studio, FutureSex/LoveSounds (2006). A fost lansat pe 18 iulie 2006 de către Jive Records ca și single-ul fruntaș al albumului. Cântecul a fost scris și produs de Timberlake, Timbaland și Nate „Danja” Hiils.
Vorbind despre „SexyBack”, Timberlake a spus că a luat o altă direcție interpretând cântecul ca unul rock, și nu ca pe un single R&B. El a descris melodia ca fiind asemănătoare cântecului „Sex Machine” lui James Brown din 1970, interpretată de muzicienii David Bowie și David Byrne. Timbaland constituie backing vocals-urile melodiei, pe când vocea lui Timberlake este distorsionată. Instrumentația folosită include un beat bass, corzi electronice și sunete de tobă.
în ciuda părerilor diferite ale criticilor muzicali, „SexyBack” a devenit primul single al lui Timberlake care a ajuns pe prima poziție în Billboard Hot 100 și staționând șapte săptămâni. S-a clasat pe locul întâi în alte topuri Billboard printre care Billboard Pop 100, Hot Dance Airplay și Hot Digital Songs, ocupând un loc în top 10 în majoritatea clasamentelor muzicale. Internațional, a devenit primul single al lui Timbelake care a atins locul întâi în Regatul Unit. În Australia, cântecul a fost al doilea cel mai bun single al lui Timberlake, ocupând două săptămâni consecutive pe prima poziție. „SexyBack” a fost premiat de trei ori cu discul de platină de către Recording Industry Association of America (RIAA) și de trei ori cu același disc de către Canadian Recording Industry Association (CRIA). 
Single-ul a câștigat premiul pentru Cea mai bună piesă dance la ediția din 2007 a Premiilor Grammy. În plus, i-a adus lui Timberlake premiul pentru Cântecul R&B Favorit la premiile People's Choice Awards, dar și premiul pentru Artistul masculin al anului la ediția din 2007 a premiilor MTV Video Music Awards. Videoclipul muzical a fost filmat în iunie 2006. Timberlake s-a decis să lucreze cu directorul Michael Haussman, bazat pe munca lui în videoclipul din 1994 al Madonnei, „Take a Bow”.

## Formate și versiuni
Versiune digitală
1. „SexyBack” (Explicit/Clean) – 4:03

CD1 (Regatul Unit)
1. „SexyBack” (Versiunea Explicită de pe album) – 4:03
2. „SexyBack” (Instrumental) – 4:02

CD2 (Regatul Unit)
1. „SexyBack” (Versiunea Explicită de pe album) – 4:03
2. „SexyBack” (Tom Novy Ibiza Dub) – 7:48
3. „SexyBack” (Linus Loves Remix) – 6:18
4. „SexyBack” (Armands Mix) – 7:12
5. „SexyBack” (Videoclip)

CD Single
1. „SexyBack” (Pop Clean Edit) – 4:03
2. „SexyBack” (Instrumental) – 4:02
3. „SexyBack” (Versiunea Explicită de pe album) – 4:03

CD - Dance Mixes
1. „SexyBack” (Versiunea Explicită de pe album) – 4:03
2. „SexyBack” (Armands Mix) – 7:12
3. „SexyBack” (DJ Sneaks Sexy Main Mix) – 6:58
4. „SexyBack” (Linus Loves Remix) – 6:18
5. „SexyBack” (Armands Dub) – 6:14
6. „SexyBack” (Dean Coleman Silent Sound Beatdown) – 6:24
7. „SexyBack” (Sneak Beats Dub) – 5:24
8. „SexyBack” (Tom Novy Ibiza Dub) – 7:48

Remixuri
1. „SexyBack” (Steve Lawler Remix) – 8:49
2. „SexyBack” (Eddie Baez Mix) – 9:47
3. „SexyBack” (Dean Coleman Xtra Funk Mix) – 8:11
4. „SexyBack” (Ralphi Rosario Remix) – 9:50
5. „SexyBack” (Petyasb Dub) – 9:52
6. „SexyBack” (Solar City vs. Amokk Club Mix) – 9:14
7. „SexyBack” (DJ Wayne Williams Ol' Skool Remix) (featuring Missy Elliott) – 4:16

## Topuri și certificații
| Top (2006)                           | Poziția de top |
| ------------------------------------ | -------------- |
| Australia (ARIA)                     | 1              |
| Austria (Ö3 Austria Top 40)          | 5              |
| Belgia (Ultratop 50 Flanders)        | 3              |
| Belgia (Ultratop 50 Wallonia)        | 2              |
| Cehia (Rádio Top 100)                | 12             |
| Danemarca (Tracklisten)              | 2              |
| Europa (European Hot 100 Singles)    | 1              |
| Finlanda (Suomen virallinen lista)   | 3              |
| Franța (SNEP)                        | 8              |
| Germania (Media Control Charts)      | 1              |
| Ungaria (Single Top 20)              | 3              |
| Ungaria (Dance Top 40)               | 11             |
| Irlanda (IRMA)                       | 1              |
| Italia (FIMI)                        | 3              |
| Olanda (Single Top 100)              | 7              |
| Noua Zeelandă (Recorded Music NZ)    | 1              |
| Norvegia (VG-lista)                  | 1              |
| Slovacia (Rádio Top 100)             | 4              |
| Suedia (Sverigetopplistan)           | 5              |
| Elveția (Schweizer Hitparade)        | 2              |
| UK Singles (Official Charts Company) | 1              |
| US Billboard Hot 100                 | 1              |
| US Mainstream Top 40 (Billboard)     | 1              |
| US Hot Dance Club Songs (Billboard)  | 1              |
| US Hot R&B/Hip-Hop Songs (Billboard) | 11             |
| US Adult Top 40 (Billboard)          | 18             |

| Top (2006)                     | Poziție |
| ------------------------------ | ------- |
| Australian Singles Chart       | 4       |
| Austrian Singles Chart         | 46      |
| Belgian Flanders Singles Chart | 34      |
| Belgian Wallonia Singles Chart | 29      |
| Dutch Singles Chart            | 42      |
| German Singles Chart           | 21      |
| Irish Singles Chart            | 8       |
| Italian Singles Chart          | 40      |
| New Zealand Singles Chart      | 9       |
| Swedish Singles Chart          | 23      |
| Swiss Singles Chart            | 22      |
| UK Singles Chart               | 10      |
| US Billboard Hot 100           | 9       |
| US Pop Songs                   | 6       |

| Țară          | Certificații |
| ------------- | ------------ |
| Australia     | Platină      |
| Canada        | 3× Platină   |
| Noua Zeelandă | Platină      |
| SUA           | 3× Platină   |